# 海星大修院
海星大修院（越南语：Đại chủng viện Sao Biển）是越南的8个罗马天主教神学院之一。目前位于庆和省芽庄市福隆坊（Phường Phước Long）李南帝街（đường Lý Nam Đế）60号。“海星”是指圣母玛利亚的一个称号海星圣母，类似于金星（也称为“晨星”），而不是生活在海洋中的物种海星。
修院的前身是成立于1958年的海星小修院，位于芽莊市的海边。1979年6月1日，越南政府关闭了修院，房屋被征用。
1980年，随着对天主教采取较宽松的政策，越南政府开始允许重新开放神学院。但是，原修院建筑已被占用作芽庄文艺和旅游学院，修院不得不搬到芽庄的 Phước Hải 堂区，并升格为大修院。1991年12月31日,芽庄主教 Phaolô Nguyễn Văn Hòa  主持大修院的开幕式。修院服务于天主教芽庄教区, 天主教归仁教区和天主教邦美蜀教区。